# Bernio Enzo Verhagen
Bernio Enzo Verhagen (født 13. februar 1994) er en nederlandsk fodboldspiller og dømt forbryder, der på nuværende tidspunkt er klubløs. Bernio Verhagen har haft kontrakt med flere forskellige professionelle fodboldhold, men han har aldrig spillet en officiel kamp for et professionelt hold. Det danske politi har tiltalt Bernio Verhagen for voldtægt, røveri, dokumentfalsk, bedrageri og at flygte fra politiet. Siden 27. november 2019 har Bernio Verhagen været varetægtsfængslet, dog afbrudt af 12 timer på fri fod, da det lykkedes ham at flygte fra politiet. Den 24. juni 2020 blev Bernio Verhagen dømt for røveri og vold, men frifundet for voldtægt, og blev straffet med fængsel i et år og tre måneder og udvist af Danmark. Den 18. august 2020 erkendte Bernio Verhagen sig skyldig i bedrageri og dokumentfalsk.
Han blev 23 december 2024 idømt 9 års fængsel ved en ret i Holland.

## Karriere

### Tidlig karriere
Bernio Verhagen var ungdomsspiller for Willem II, som er en klub, der spiller i den bedste hollandske række. Derudover har Bernio Verhagen været registreret i tre forskellige amatørklubber i Holland.

### Dinamo-Auto Tiraspo
I 2019 underskrev Bernio Verhagen en kontrakt med Dinamo-Auto Tiraspo i Moldova, selvom Bernio Verhagen kun var amatørfodboldspiller. Bernio Verhagen fik aldrig debut for Dinamo-Auto Tiraspo.

### Cape Town City FC
Efter Bernio Verhagens ophold i Dinamo-Auto Tiraspo skiftede Bernio Verhagen til Cape Town City FC i Sydafrika. Bernio Verhagen var imidlertid kun i klubben cirka en måned, hvorefter han skiftede til Audax Italiano. Bernio Verhagen spillede aldrig en kamp for Cape Town City FC.
Cape Town City FC fik Bernio Verhagen anbefalet af en person, som udgav sig for at være den anerkendte hollandske spiller agent Mo Sinouh fra Stellar Group.

### Audax Italiano
Bernie Verhagen spillede ingen kampe for den chilenske klub Audax Italiano og var kun i klubben cirka en måned. Bernio Verhagen har udtalt, at han blev udsat for racisme af sine holdkammerater i Chile.
Audax Italiano var blevet oplyst, at de kunne videresælge Bernio Verhagen til en kinesisk klub for 2 millioner dollars.

### Viborg FF
Den 5. november 2019 præsenterede Viborg FF Bernio Verhagen som ny spiller. Viborgs sportschef Jesper Fredberg betegnende Bernio Verhagen som en "lynhurtig og aggressiv spiller, der vil passe godt ind her og kan dække alle de tre offensive positioner i vores spilsystem". I november 2019 oplyste Viborg FF, at de aldrig havde set Bernio Verhagen spille forud for kontraktindgåelsen. Den 26. november 2019 meddelte Viborg FF i en pressemeddelelse, at klubben havde ophævet kontrakten med Bernio Verhagen efter gensidig aftale og at klubben desuden havde anmeldt sagen til politiet. Ligesom Cape Town City FC var Viborg FF blevet overbevist af en agent, der udgav sig for at være Mo Sinouh fra det anerkendte agentbureau Stellar Group. Ydermere var Viborg FF blevet stillet i udsigt, at Bernio Verhagen efter ganske kort tid kunne sælges videre til en kinesisk klub med fortjeneste.
Bernio Verhagen spillede ingen kampe for Viborg FF.

## Privatliv
Bernie Verhagen er hollandsk statsborger. Bernio Verhagen har en datter i Danmark, men moren har forældremyndigheden over barnet.